# Xylophanes docilis
Espèce
Xylophanes docilis est une espèce de lépidoptères de la famille des Sphingidae, de la sous-famille des Macroglossinae, tribu des Macroglossini, sous-tribu des Choerocampina, et du genre Xylophanes.

## Description
L'envergure de l'imago est de 36-40 mm. Il ressemble à Xylophanes amadis, mais la marge extérieure de l'aile supérieure est plus droite. L'abdomen a une ligne médiane dorsale rectiligne. La couleur dominante est le  vert foncé, il existe une ligne droite postmédiane sur le dessus de l'aile antérieure.

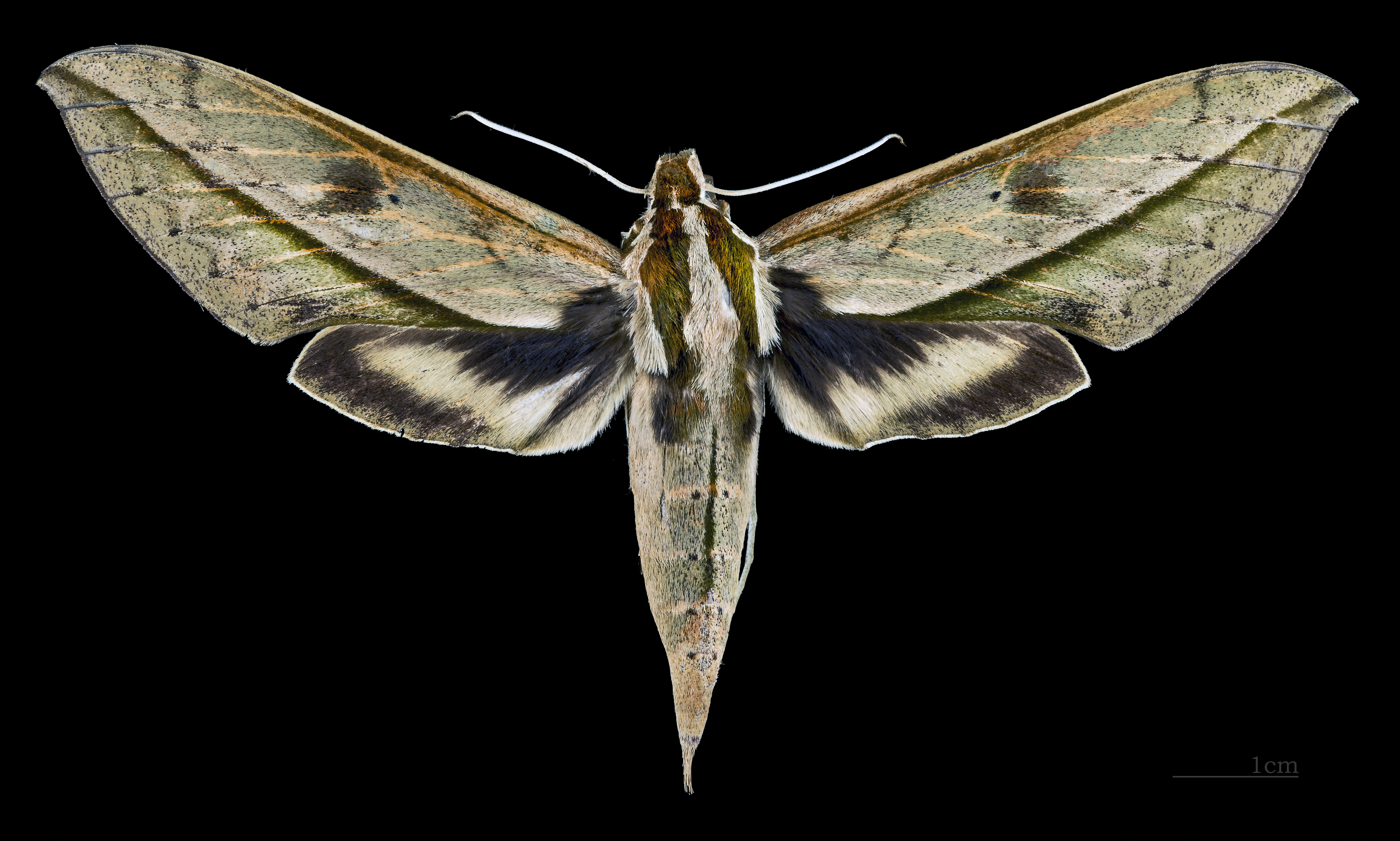
Face dorsale de la femelle
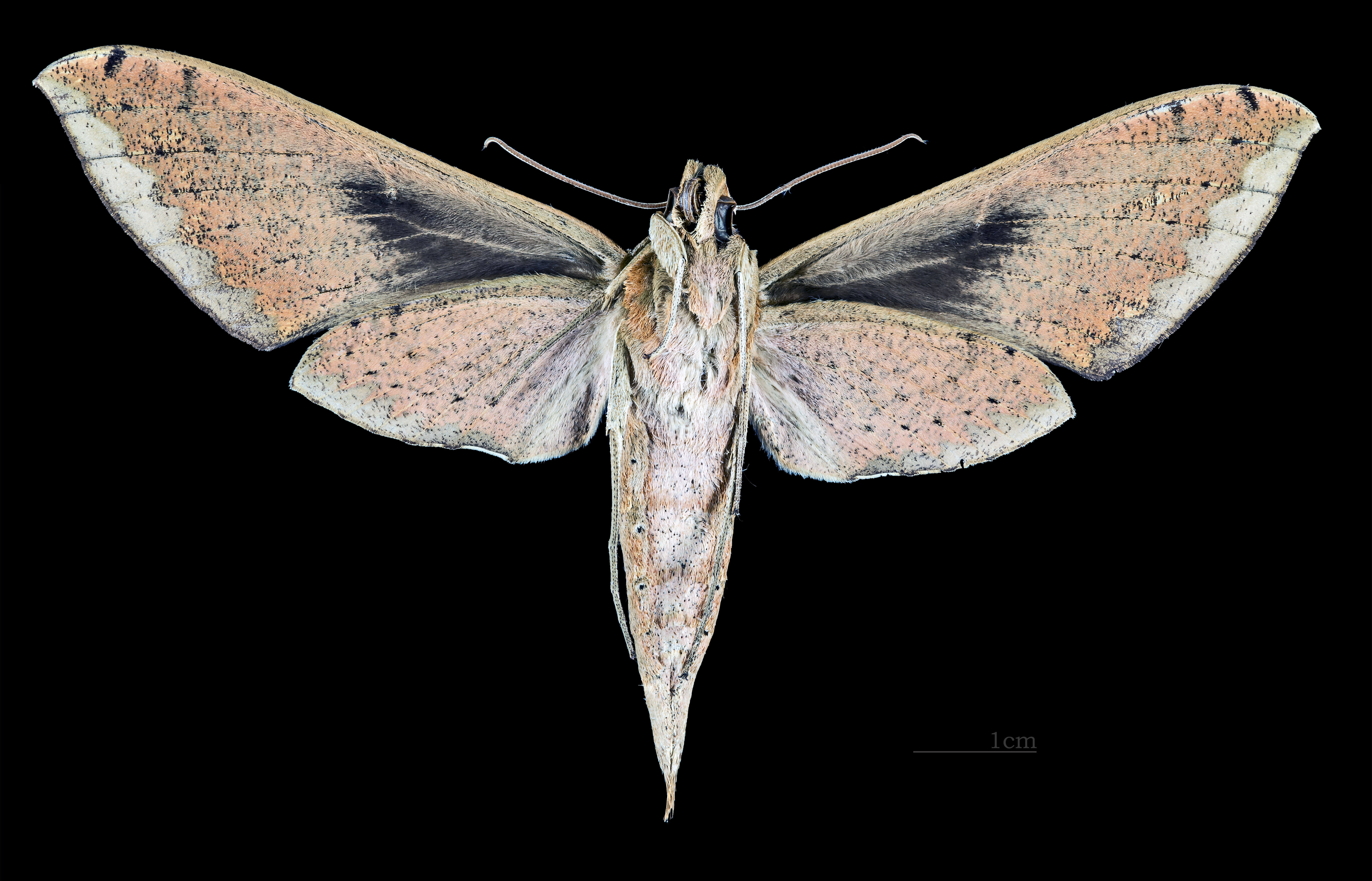
Revers de la femelle

## Biologie
Il y a au moins deux générations par an au Pérou avec des adultes qui volent en février et de nouveau à partir de juillet jusqu'en août. Les adultes ont été vus en février et novembre en Argentine.
Les chenilles se nourrissent sur les espèces des familles végétales Rubiaceae et Malvaceae.

## Distribution et habitat
Distribution
L'espèce est connue dans une grande partie de l'Amérique du Sud, y compris l'Équateur , la Bolivie, l'Argentine et le Pérou.

## Systématique
L'espèce Xylophanes docilis a été décrite par l'entomologiste britannique Arthur Gardiner Butler en 1875 sous le nom initial de Chaerocampa docilis.
La localité type est l'Équateur.

### Synonymie
- Chaerocampa docilis Gardiner , 1875 Protonyme